# Перемышльское воеводство
Пшемысльское воеводство — административно-территориальная единица Польши. Существовало в период с 1975 по 1998 год.
Население воеводства на момент расформирования составляло 415 600 человек. Административным центром был город Пшемысль. После Административной реформы Польши (в действии с 1 января 1999 года) воеводство прекратило своё существование и полностью вошло в состав новосозданного Подкарпатского воеводства (Пшемысльский, Ярославский, Любачувский, Пшеворский и частично Жешувский повяты, а также город Пшемысль).

## Наибольшие населённые пункты (по состоянию на 31 декабря 1998)
- Пшемысль — 68 455
- Ярослав — 41 880
- Пшеворск — 16 456
- Любачув — 12 756
- Дынув — 6000
- Радымно — 5600
- Каньчуга — 3180
- Олешице — 3150
- Нароль — 2100
- Сенява — 2100
- Цешанув — 1900

## Население
| Год       | 1975    | 1980    | 1985    | 1990    | 1995    | 1998    |
| Население | 374 300 | 380 000 | 395 900 | 406 800 | 414 600 | 415 600 |